# The Yellow Cameo
The Yellow Cameo (Brasil: O Camafeu Amarelo) é um seriado estadunidense de 1928, gênero aventura, dirigido por Spencer Gordon Bennet, em 10 capítulos, estrelado por Allene Ray e Edward Hearn. Produzido e distribuído pela Pathé Exchange, veiculou nos cinemas estadunidenses entre 3 de junho e 5 de agosto de 1928.[carece de fontes?]
Este seriado é considerado perdido.

## Elenco
- Allene Ray … Kay Cottrell
- Edward Hearn … Terry Lawton
- Cyclone the Dog … Cyclone, o cão
- Noble Johnson .. Smoke Dawson
- Tom London … Spraker
- Harry Semels … Black Gavin
- Frederick Dana … Xerife
- Walter Shumway … Xerife Deputado
- Frances Wilbur Winseman ...Chefe da estação
- Maurice Klein
- Ed Snyder
- Frank Redman

## Capítulos
1. The Train Robbery
2. The Mystery Man
3. The Race for Life
4. In the Path of Doom
5. The Signal Tower
6. The Tower of Death
7. The Fangs of Fury
8. The Devil's Cauldron
9. The Underworld Peril
10. The Lost Treasure